# 波布济凯
48°10′1″N 30°35′37″E / 48.16694°N 30.59361°E

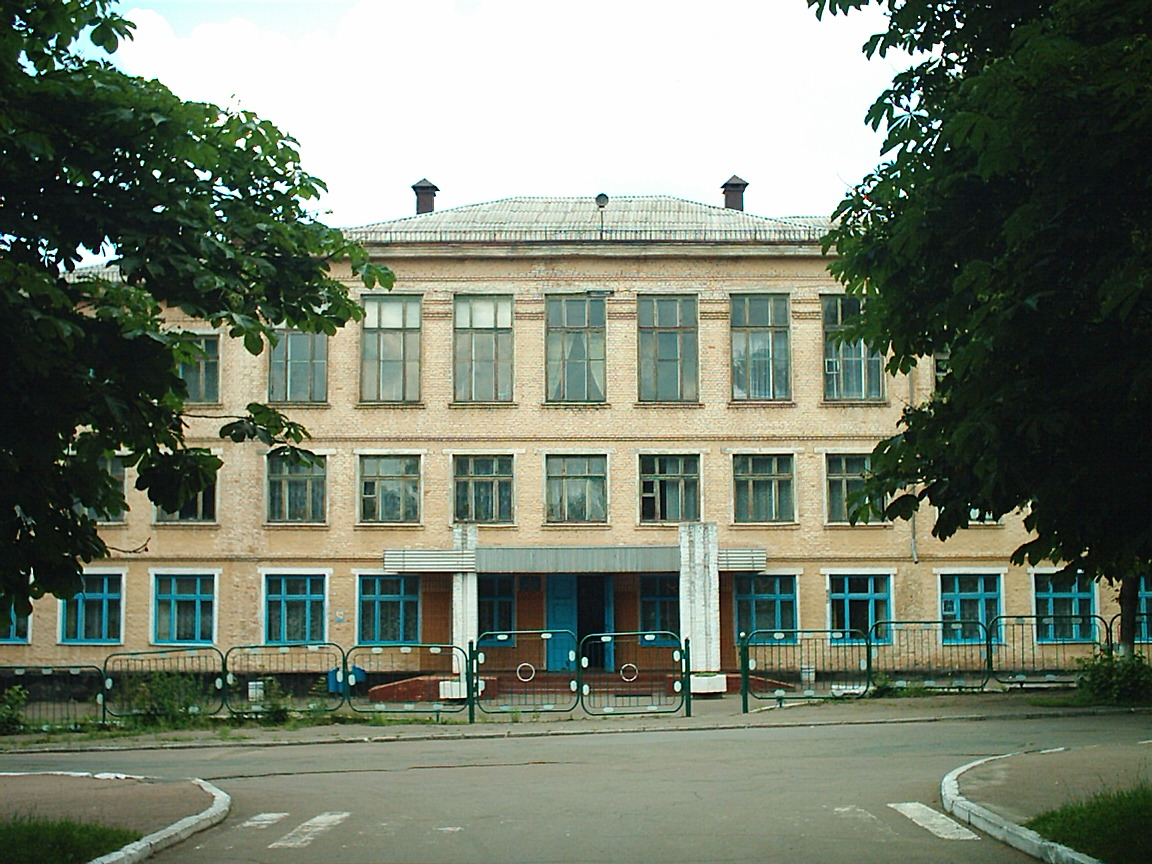
学校

波布济凯，是烏克蘭中部基洛夫格勒州霍洛瓦尼夫斯克区波布济凯市镇内的市級鎮及其行政中心。處於霍洛瓦尼夫斯克以南34公里和基洛沃格勒西南面157公里，面積0.85平方公里，2014年人口6,059，人口密度每平方公里7,128.24人。